# Solsletta
Solsletta is een plaats in de Noorse gemeente Kristiansund, gelegen op het eiland Frei, provincie Møre og Romsdal. Solsletta telt 605 inwoners (2007) en heeft een oppervlakte van 0,61 km².